# Cixius coloepeum
Cixius coloepeum är en insektsart som beskrevs av Fitch 1856. Cixius coloepeum ingår i släktet Cixius och familjen kilstritar. Inga underarter finns listade i Catalogue of Life.